# Zeidane Inoussa
Zeidane Inoussa, né le 13 mai 2002 à Stockholm en Suède, est un footballeur suédois qui évolue au poste d'ailier gauche au Swansea City Association FC.

## Biographie

### En club
Né à Stockholm en Suède, Zeidane Inoussa est formé par l'IF Brommapojkarna, avant de rejoindre la France et le SM Caen en 2019, où il poursuit sa formation. Il signe son premier contrat professionnel avec le club normand le 5 août 2021, le liant au Stade Malherbe jusqu'en juin 2024.
Le 18 juillet 2022, Inoussa prolonge son contrat avec Caen avant d'être prêté dans la foulée au Real Murcie.
Après avoir rompu l'accord de prêt avec le Real Murcie au mercato d'hiver, Inoussa est de nouveau prêté le 1er février 2023, cette fois-ci au Valence CF jusqu'à juin 2023. Il doit intégrer l'équipe réserve du club.
Le 28 juillet 2023, Zeidane Inoussa fait son retour à l'IF Brommapojkarna, son premier club formateur, signant un contrat de trois ans.
Il découvre alors l'Allsvenskan, l'élite du football suédois, jouant son premier match dans cette compétition le 19 août 2023, contre l'Halmstads BK. Il entre en jeu à la place d'Alexander Johansson et son équipe s'impose par trois buts à un.
Le 20 février 2024, Zeidane Inoussa rejoint le BK Häcken pour un contrat courant jusqu'en décembre 2027.
Inoussa marque son premier but pour le BK Häcken le 8 avril 2024, lors d'une rencontre de championnat face au Djurgårdens IF. Buteur après son entrée en jeu, il voit son équipe faire match nul dans une rencontre riche en buts (3-3 score final),

### En sélection
En mai 2024, Zeidane Inoussa est convoqué pour la première fois  avec l'équipe de Suède espoirs par le sélectionneur Daniel Bäckström. Il joue son premier match avec les espoirs lors de ce rassemblement, le 7 juin 2024 face à l'Angleterre. Il entre en jeu lors de cette partie et délivre une passe décisive, mais la Suède est battue par deux buts à un.